# Clans (Górna Saona)
Clans – miejscowość i gmina we Francji, w regionie Burgundia-Franche-Comté, w departamencie Górna Saona.
Według danych na rok 1990 gminę zamieszkiwało 120 osób, a gęstość zaludnienia wynosiła 27 osób/km² (wśród 1786 gmin Franche-Comté Clans plasuje się na 623. miejscu pod względem liczby ludności, natomiast pod względem powierzchni na miejscu 847.).